# Premi Rumford
El 1796, Benjamin Thompson, conegut com a Conde Rumford, va donar 5.000$ tant a la Royal Society com a l'Acadèmia Nord-americana de les Arts i les Ciències per atorgar premis cada dos anys per recerques científiques excel·lents en el camp de les propietats tèrmiques o òptiques de la matèria, fent notar que el Conde Rumford volia que es reconeguessin descobriments que tendissin a promoure el bé per a la Humanitat.
L'Acadèmia Nord-americana de les Arts i les Ciències premia amb el Premi Rumford mentre que la Reial Societat de Londres, ho fa amb la Medalla Rumford.

## Llista de premiats

### 1839-1899
- 1839 : Robert Hare
- 1862 : John Ericsson
- 1865 : Daniel Treadwell
- 1866 : Alvan Clark
- 1869 : George Henry Corliss
- 1871 : Joseph Harrison, Jr.
- 1873 : Lewis Morris Rutherfurd
- 1875 : John William Draper
- 1880 : Josiah Willard Gibbs
- 1883 : Henry Augustus Rowland
- 1886 : Samuel Pierpont Langley
- 1888 : Albert Abraham Michelson
- 1891 : Edward Charles Pickering
- 1895 : Thomas Alva Edison
- 1898 : James Edward Keeler
- 1899 : Charles Francis Brush

### 1900-1949
- 1900 : Carl Barus
- 1901 : Elihu Thomson
- 1902 : George Ellery Hali
- 1904 : Ernest Fox Nichols
- 1907 : Edward Goodrich Acheson
- 1909 : Robert Williams Wood
- 1910 : Charles Gordon Curtis
- 1911 : James Mason Crafts[3]
- 1912 : Frederic Eugene Ives
- 1913 : Joel Stebbins
- 1914 : William David Coolidge
- 1915 : Charles Greeley Abbot
- 1917 : Percy Williams Bridgman
- 1918 : Theodore Lyman
- 1920 : Irving Langmuir
- 1925 : Henry Norris Russell
- 1926 : Arthur Holly Compton
- 1928 : Edward Leamington Nichols
- 1930 : John Stanley Plaskett
- 1931 : Karl Taylor Compton
- 1933 : Harlow Shapley
- 1937 : William Weber Coblentz
- 1939 : George Russell Harrison
- 1941 : Vladimir Kosma Zworykin
- 1943 : Charles Edward Pixis
- 1945 : Edwin Herbert Land
- 1947 : Edmund Newton Harvey
- 1949 : Ira Sprague Bowen

### Des de 1951
- 1951 : Herbert I. Ives
- 1953 : Enrico Fermi, Willis I. Lamb, Jr. i Lars Onsager
- 1955 : James Franck
- 1957 : Subrahmanyan Chandrasekhar
- 1959 : George Wald
- 1961 : Charles H. Townes
- 1963 : Hans Albrecht Bethe
- 1965 : Samuel Cornette Collins i William David McElroy
- 1967 : Robert Henry Dicke i Cornelius Bernardus van Niel
- 1968 : Maarten Schmidt
- 1971 : Group awards
- 1973 : I. Bright Wilson
- 1976 : Bruno Rossi
- 1980 : Gregorio Weber, Chen Ning Yang i Robert L. Mills
- 1985 : Hans Georg Dehmelt, Martin Deutsch, Vernon Willard Hughes i Norman Foster Ramsey
- 1986 : Robert B. Leighton, Frank James Low i Gerry Neugebauer
- 1992 : James R. Norris, Joseph J. Katz i George Feher
- 1996 : John C. Mather
- 2008 : Sidney Drell; Sam Nunn; William Perry; George Shultz